# Pedro Alberto Morettin
Pedro Alberto Morettin (Catanduva, 29 de junho de 1942) é um estatístico brasileiro, professor emérito do Instituto de Matemática e Estatística da Universidade de São Paulo e pesquisador emérito do Conselho Nacional de Desenvolvimento Científico e Tecnológico. Reconhecido por suas contribuições pioneiras em séries temporais e análise de ondaletas, com aplicações em finanças, saúde e ciências físicas, foi diretor do IME-USP (1990-1994), presidente da Associação Brasileira de Estatística (1994-1996) e do Inter American Statistical Institute e vice-presidente do International Statistical Institute. É autor de livros referenciais, como Análise de Séries Temporais e Estatística Básica, amplamente adotados no Brasil. 

## Formação acadêmica
Morettin estudou no Instituto de Educação de Catanduva, em que teve professores, em sua visão, excelentes. Em especial, um professor de matemática que o inspirou a seguir essa profissão. Então, entrou no curso de matemática na USP.
Em 1963, obteve o título de bacharel e o de licenciado em matemática pela USP. Já em 1965, Morettin e sua esposa, Maria Lígia, prestaram concurso público para entrar no magistério secundário. Ambos foram aprovados.
Após atuar brevemente no magistério, mudou-se para os Estados Unidos e começou a expandir seus conhecimentos de estatística e obteve o título de mestre (1971) e doutor (1972) em estatística pela Universidade da Califórnia em Berkeley.

## Carreira no IME-USP
Embora sua formação inicial fosse em matemática pura, Morettin assumiu o desafio de lecionar estatística no IME-USP, impulsionado pela indicação do professor Edison Farah. Isso foi o que o incentivou a expandir seus conhecimentos no âmbito da estatística.
Morettin tornou-se Diretor do IME-USP em 1990 e modernizou o departamento, introduzindo linhas de pesquisa em séries temporais e ondaletas, e fortalecendo parcerias internacionais. Com Ofelia Teresa Alas como vice-diretora, Morettin permaneceu no cargo até 1994, quando Carlos Alberto de Bragança Pereira assumiu o posto até 1998.
Até 2012, Morettin foi Professor Titular do IME-USP.  Em 2023, recebeu o título de Professor Emérito do IME-USP e, em 18 de setembro de 2024, foi outorgado esse título pelo professor e então diretor do instituto Sergio Muniz Oliva Filho na Cerimônia Solene da Congregação do IME. O título é outorgado para professores aposentados que se destacam por suas atividades de pesquisa e de didática, além de ter contribuído para o progresso da Universidade de São Paulo de forma notável.
Atualmente, é professor sênior do IME-USP e editor associado do Journal of Forecasting e do São Paulo Journal of Mathematical Sciences.

## Atuações em associações científicas
Foi presidente da Associação Brasileira de Estatística (ABE) entre 1994 e 1996, com Lúcia Pereira Barroso ocupando o cargo de secretário, e Clélia Maria de Castro Tolói, o de tesoureira.
Em 8 de maio de 2024, na Escola Naval do Rio de Janeiro, ocorreu a cerimônia onde Morettin recebeu o título de Pesquisador Emérito do Conselho Nacional de Desenvolvimento Científico e Tecnológico (CNPq), concedido pela entidade a brasileiros ou estrangeiros radicados no país há 10 anos pelo conjunto de sua pesquisa na ciência e na tecnologia e por seu renome junto à comunidade científica.
Já foi presidente do Inter American Statistical Institute e vice-presidente do International Statistical Institute (ISI). Morettin continua listado como membro do ISI.
Também foi professor associado do Centro de Estudos Quantitativos em Economia e Finanças.

## Impacto na estatística, orientações e legado
Realizando trabalhos no âmbito da estatística, com enfoque em séries temporais, ondaletas e as aplicações da estatística em outros campos, Morettin fez um impacto em suas áreas de pesquisa e é responsável por palestras e participações em colóquios, como no 10º Colóquio Brasileiro de Matemática, em que apresentou o curso elementar "Introdução à Estatística", e em um Colóquio do IME, com uma palestra que tinha como tema "Wavelet-based Clustering and Classification”.

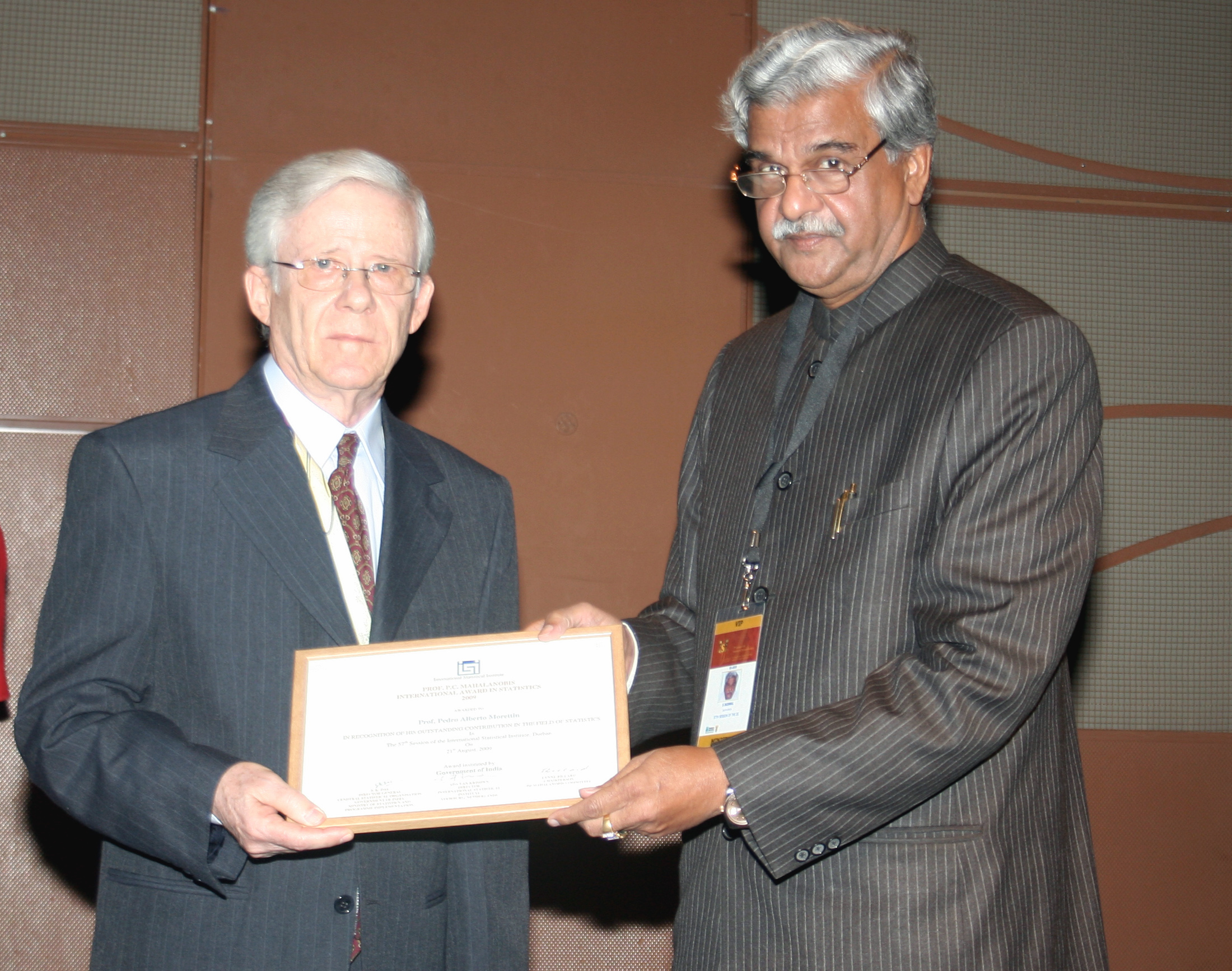
Pedro Morettin recebe prêmio Mahalobis em 2009. Foto: Ministry of Statistics and Programme Implementation.

Por seu impacto, Pedro Alberto Morettin é o primeiro brasileiro a ganhar o Mahalobis Award, concedido pelo Ministério de Estatística e Implementação de Programas do governo da Índia e entregue na 57ª Reunião do Instituto Internacional de Estatística. Esse prêmio é concedido, desde 2003, a cada dois anos, em reconhecimento aos méritos de um estatístico originário de um país em desenvolvimento e a promoção de melhores práticas na área.
 Sempre achei que temos que formar literatura na área de estatística no Brasil. Preocupo-me muito em escrever textos e formar indivíduos. Acredito que o comitê que atribui a premiação também deve ter considerado minha atividade em sociedades científicas, à qual costumam dar muita importância.
Além disso, Morettin orientou 46 alunos em mestrados e doutorandos, além de publicar cinco livros que são utilizados desde cursos básicos até os avançados. Em seu livro escrito para cursos introdutórios Estatística Básica, escrito com Bussab, ele exprime a ideia de que a essência da Ciência é a observação, ao passo que seu objeto básico é a inteferência. Esse livro foi pioneiro na questão de ensinar, em todos os capítulos, como aplicar a teoria estatística através de pacotes computacionais, como o Minitab, Excel e S-PLUS.

## Vida Pessoal
No quarto e último ano do curso de graduação em Matemática na USP, conheceu sua esposa, Maria Lígia Morettin, professora de matemática. Atualmente, tem o filho Marcelo Morettin.

## Produções
Morettin é autor de diversas obras, como o best seller escrito com o professor Wilton de Oliveira Bussab "Estatística Básica" e o importante livro escrito em conjunto com o professor Júlio da Motta Singer "Estatística e Ciência de Dados". Alguns de seus livros são utilizados em cursos básicos, intermediários e avançados.

### Livros
- 1979: Análise harmônica de processos estocásticos. [18]
- 1981: Introdução a estatística para ciências exatas. [19]
- 1985: Previsão de séries temporais.[20]
- 1986: Series temporais. [21]
- 1997: Ondaletas e seus usos na Estatística. [22][23]
- 2003: Cálculo: funções de uma e várias variáveis. [24]
- 2009: Introdução ao cálculo para administração, economia e contabilidade. [25]
- 2010: Estatística Básica. [26]
- 2014: Ondas e Ondaletas: da análise de Fourier à análise de ondaletas de séries temporais. [27]
- 2017: Econometria financeira. [28]
- 2017: Wavelets in functional data analysis. [29]
- 2018: Análise de Series Temporais, Volume 1: Modelos Lineares Univariados.[30]
- 2020: Análise de séries temporais, vol. 2: Modelos multivariados e não lineares. [31]
- 2022: Estatística e ciência de dados. [32][33]

### Artigos
- 1973: A note on a central limit theorem for dependent random variables.[34]
- 1974:  Walsh-function analysis of a certain class of time series.[35]
- 1974: Limit theorems for stationary and dyadic-stationary processes.[36]
- 1976: Estimation of the Walsh spectrum. [37]
- 1978: On homogeneous stochastic processes on compact Abelian groups. [38]
- 1978: Estimation of the spectrum and of the covariance function of a dyadic-stationary series.[39]
- 1981: Walsh Spectral Analysis.[40]
- 1984: The Levinson Algorithm and Its Applications in Time Series Analysis.[41]
- 1985: Educating and Training Undergraduate Applied Statisticians.[42]
- 1985: Statistics in Latin America.[43]
- 1987: Modelling and Forecasting Linear Combinations of Time Series.[44]
- 1991: Walsh-Fourier Analysis and Its Statistical Applications: Comment.[45]
- 1993: The consistency of the L 1 norm estimates in arma models.[46]
- 1997:  Residual variance estimation in moving average models.[47]
- 1998: A wavelet analysis for time series.[48]
- 1998: On Residual Variance Estimation in Autoregressive Models.[49]
- 2001: Automatic methods for generating seismic intensity maps. [50]
- 2003: Wavelets in state space models. [51]
- 2005: Improvement of the Likelihood Ratio Test Statistic in ARMA Models. [52]
- 2006: A method to produce evolving functional connectivity maps during the course of an fMRI experiment using wavelet-based time-varying Granger causality.[53]
- 2007: Time-varying modeling of gene expression regulatory networks using the wavelet dynamic vector autoregressive method. [54]
- 2007: Wavelet based time-varying vector autoregressive modelling.[55]
- 2008:  Wavelet regression with correlated errors on a piecewise Hölder class.[56]
- 2009: Frequency domain connectivity identification: An application of partial directed coherence in fMRI.[57]
- 2010: Time-varying autoregressive conditional duration model.[58]
- 2012: Comparing non-stationary and irregularly spaced time series.[59]
- 2018:  Stable Randomized Generalized Autoregressive Conditional Heteroskedastic Models.[60]
- 2024: Wavelet feature screening.[61]

## Lista de prêmios, reconhecimentos e homenagens
| Ano  | Prêmio/Título                                                                                     | Concedido por                                        | Referências  |
| ---- | ------------------------------------------------------------------------------------------------- | ---------------------------------------------------- | ------------ |
| 1978 | Livre-docência                                                                                    | Universidade de São Paulo                            | [ 62 ]       |
| 2006 | ABE                                                                                               | Associação Brasileira de Estatística                 | [ 3 ] [ 63 ] |
| 2009 | Mahalanobis International Award                                                                   | Governo da Índia                                     | [ 64 ] [ 2 ] |
| 2021 | Estatístico Emérito do Conselho Federal de Estatística (CONFE)                                    | Conselho Regional de Estatística 3ª Região (CONRE-3) | [ 65 ]       |
| 2023 | Professor Emérito do Instituto de Matemática e Estatística da Universidade de São Paulo (IME-USP) | IME-USP                                              | [ 5 ]        |
| 2024 | Pesquisador Emérito do Conselho Nacional de Desenvolvimento Científico e Tecnológico (CNPq)       | CNPq                                                 | [ 3 ]        |

Além disso, o professor recebeu algumas homenagens. Entre elas:
- um Workshop realizado em Campinas em 2012.[66]
- o livro "Time Series and Wavelet Analysis: Festschrift in Honor of Pedro A. Morettin", que homenageia o professor, publicado em 2024.[67]